# Dipterocarpus costulatus
Espèce
Statut de conservation UICN

 NT  : Quasi menacé
Dipterocarpus costulatus est une espèce de plantes de la famille des Dipterocarpaceae.

## Publication originale
- Bulletin du Jardin Botanique de Buitenzorg III, 8: 315. 1927.